# Елен Сволоу Ричардс
Елен Хенриета Сволоу Ричардс (Данстебл, 3. децембар 1842 — Јамајка Плејн, 30. март 1911) била је индустријски инжењер и инжењер безбедности, хемичар у области животне средине и члан универзитетског факултета у Сједињеним Државама током 19. века. Њен пионирски рад у санитарном инжењерству и експериментална истраживања у науци о домаћинству, поставили су основу за нову науку о економији куће. Била је оснивач покрета за економију куће коју карактерише примена науке у кући и прва је примењивала хемију за проучавање исхране.
Ричардс је дипломирала на Академији Вестфорд (друга најстарија средња школа у Масачусетсу) 1862. године. Била је прва жена која је примљена на Масачусетски технолошки институт. Дипломирала је 1873. године и касније постала њена прва жена - инструкторка. Ричардсова је била прва жена у Америци која је примљена на сваку школу науке и технологије, и прва Американка која је стекла звање из хемије, које је стекла на колеџу Васар 1870. године.
Елен Ричардс је била прагматична феминисткиња, као и оснивачица екофеминисткиња, која је веровала да је женски рад у дому важан аспект економије.

## Биографија

### Рано детињство
Ричардс је рођена у Данстеблу, Масачусетс. Била је једино дете Питера Сволоуа (27. јун 1813, Данстебл - март 1871, Литлетон, Масачусетс) и Фани Гоулд Тејлор (9. април 1817, Њу Ипсвич, Њу Хампшир); обоје су потицали из породица скромних средстава и веровали су у вредност образовања.

### Детињство, младост и образовање
Ричардс се у својим раним годинама школовала код куће. Породица се 1859. године преселила у Вестфорд и она је похађала Вестфорд Академију. Студије на академији укључивале су математику, композицију и латински језик, слично осталим тадашњим академијама Нове Енглеске. Познавање латинског језика омогућило јој је да студира француски и немачки, који је био редак језик северно од Њујорка. Због свог језичког знања била је тражена као наставница, а зарађени приходи омогућили су јој да настави студије. 
У марту 1862. године напустила је академију. Два месеца касније, у мају, добила је морбиле које су јој физички оштетиле леђа и зато је прекинула припреме за почетак предавања. 
У пролеће 1863. године породица се преселила у Литлтон, Масачусетс, где је г. Сволоу купио већу продавницу и проширио посао. У јуну 1864. године, Елен, која тада има двадесет и једну годину, прихватила је наставничко место.
Није поново предавала 1865. године, већ је ту годину провела водећи породичну продавницу и бринући о својој болесној мајци. Током зиме 1865–66. студирала је и похађала предавања у Вустеру.

### Факултетско образовање
Септембра 1868. уписала је колеџ Васар класификована као посебан студент. Нешто више од годину дана касније примљена је у вишу класу, дипломирајући 1870. године. Потом је стекла мастерску диплому са тезом о хемијској анализи руде гвожђа. Током њених факултетских година на њу су највише утицали Марија Мичел, астроном и професор Чарлс С. Фарар (1826—1908), који је био на челу Одељења за природне науке и математику.
1870. године писала је Мерику и Греју, комерцијалним хемичарима из Бостона, тражећи да је приме као приправницу. Одговорили су да нису у стању да узимају ученике и да је најбоље за њу да покуша да упише Технолошки институт у Бостону као студент. 10. децембра 1870, након расправе и гласања, Технолошки факултет препоручује корпорацији да прими госпођицу Сволоу као специјалну студенткињу хемије. Елен је тако постала прва жена примљена на Масачусетски технолошки институт (МИТ) где је могла да настави студије, "под тим што се подразумева да њен пријем не представља преседан за општи пријем жена", према записима са састанка МИТ-а 14. децембра 1870. године. 1873. Сволоу је стекла звање магистра науке на МИТ-у са својом тезом „Белешке о неким сулфарсенитима и сулфантимонитима из Колорада“. Наставила је студије на МИТ-у и била би јој додељена прва напредна диплома, али МИТ је одустао од доделе овог признања женама и свој први напредни степен, магистар наука из хемије, добила је тек 1886. године.
Ричардс је дуги низ година служила у старатељском одбору колеџа Васар, а 1910. године добила је титулу почасног доктора наука.

### Брак и дом
4. јуна 1875. гђица Сволоу се удала за Роберта Х. Ричардса (1844—1945), председавајућег Одељења за рударско инжењерство на МИТ-у, са којим је радила у лабораторији за минералогију. Сместили су се на Јамајка Плејну, Масачусетс. Уз супругову подршку остала је повезана са МИТ-ом, волонтирајући и доприносећи са 1.000 долара годишње „Женској лабораторији“, програму у којем су њени студенти углавном били наставници школа, којима је недостајао лабораторијски рад, а који су желели да раде хемијске експерименте и да уче минералогију.

## Каријера
Њена прва каријера после факултета била је као неплаћени предавач хемије на МИТ-у од 1873. до 1878. године.
Од 1884. до њене смрти, Сволоу, сада Ричардс, била је инструктор у новооснованој лабораторији санитарне хемије у експерименталној станици Лоренс, првој у Сједињеним Државама, којом је руководио њен бивши професор Вилијам Р. Николс.
1884. године постављена је за инструктора санитарне хемије у новоформираној лабораторији МИТ-а за проучавање заштите здравља.
Г-ђа Ричардс је била хемичар-консултант за Државни одбор за здравство Масачусетса од 1872. до 1875. године и званични аналитичар воде у Комонвелту од 1887. до 1897. године. Такође је била експерт за исхрану у Министарству пољопривреде САД.

## Научни експерименти

### Квалитетваздухаиводе
У 1880-им, њена интересовања су се окренула питањима санитарне заштите, нарочито квалитету ваздуха и воде. На захтев Државног одбора за здравство Масачусетса  извршила је серију испитивања воде у 40.000 узорака локалних вода које су служиле као питка вода за најближу популацију. То је довело до такозване "Ричардс мапе нормалног хлора" која је предвиђала загађење унутрашњих вода у држави Масачусетс. На овој мапи назначене су концентрације хлорида у водама државе. Илустровала је природну дистрибуцију хлорида из океана. Њена мапа приказала је више од 6,5 ппм хлорида у близини обале, са концентрацијом код Кејп Кода већом од 10 ппм и скоро непрекидним опадајућим градијентом на мање од 1 ппм око Беркшир Хилса на крајњем западном делу државе. При томе би се код вода са концентрацијама хлорида које одступају могло посумњати на загађење од људи. Као резултат тога, Масачусетс је успоставио прве стандарде квалитета воде у Америци, а прво модерно постројење за пречишћавање отпадних вода је направљено у Лоуелу, Масачусетс.

### Минералогија
Магистарска теза Е. Ричардс у Васару била је анализа количине ванадијума у руди гвожђа. Извела је бројне експерименте у минералогији, укључујући откриће нерастворљивог остатка ретког минерала самарскита. Касније су други научници утврдили да се ради о самаријуму и гадолинијуму. Године 1879. признао ју је Амерички институт за рударске и металуршке инжењере као њихову прву женску чланицу.

### Заштита здравља у домаћинству
Ричардс је своје научно знање примењивала и код куће. Пошто су жене биле одговорне за кућу и исхрану породице у то време, Ричардс је сматрала да би све жене требало да буду образоване. Написала је књиге о примени науке у кући, попут Хемије кувања и чишћења, објављене 1882. године. Њена књига Храна и њено кварење (1885) довела је до доношења првог Закона о чистој храни и лековима у Масачусетсу.
Користила је властити дом као својеврсну експерименталну лабораторију за здравији живот кроз науку. Забринута због квалитета ваздуха у свом дому, прешла је, са грејања на угаљ и лож-уље, на гас. Она и њен супруг поставили су вентилаторе да извлаче ваздух из куће ка споља и креирају чистије ваздушно окружење у кући. Такође је утврдила квалитет воде бунара на имању кроз хемијска испитивања и осигурала да отпадне воде не контаминирају питку воду.

### Еутеника
У својој књизи Еутеника: наука о контролисаном окружењу (1910), она је термин дефинисала као побољшање животних услова, свесним настојањем, у циљу обезбеђења ефикасних људских бића.
Снажна расправа о тачном значењу термина, конфузија са појмом еугеника, праћена Великом депресијом и два светска рата, били су међу многим факторима који су довели до тога да покрет никада није заиста добио финансијска средства, нити пажњу потребну за састављање трајног, мултидисциплинарног плана и програма како га је дефинисала Ричардс.
Ричардс је била први писац који је користила термин еутеника у књизи Трошкови склоништа (1905), са значењем "наука о бољем животу".

### Лабораторијски рад
Након свог првог искуства као аналитичар воде код професора Николса, Ричардс је започела велику приватну праксу из санитарне хемије, укључујући испитивање воде, ваздуха и хране и тестирање тапета и тканина на арсен. 1878. и 1879. прегледала је велики број основних намирница за државу. Резултати њене истраге објављени су у првом годишњем извештају Одбора за здравље, лудило и доброчинство, који је наследио ранији Одбор за здравство.
1900. године написала је уџбеник Ваздух, вода и храна са аспекта санитарне заштите, са А.Г. Вудман. Њено интересовање за животну средину довело ју је до увођења речи екологија у енглески језик око 1892. године. Реч је сковао немачки биолог Ернст Хекел да би описао "домаћинство природе".
Интересовања Ричардсове такође су укључивала примену научних принципа на објекте из домаћинства, попут исхране, одеће, физичке кондиције, санитарне заштите и ефикасног управљања кућама, стварајући поље кућне економије. Објавила је 1881. године Хемију кувања и чишћења: Приручник за домаћице, дизајнирала је и демонстрирала моделе кухиња, осмислила програм и организовала конференције.

## Образовање жена

### Женска лабораторија
Госпођа Ричардс се појавила пред Удружењем за образовање жена из Бостона 11. новембра 1875. године, а у обраћању које је оставило дубок утисак, изнела је потребе жена. Она је изразила уверење да ће управни одбор Технолошког института обезбедити простор за женску лабораторију ако Удружење обезбеди потребан новац за инструменте, апарате и књиге.
Удружење за женско образовање именовало је комитет који ће започети разговоре са Технолошким институтом, што је довело до стварања МИТ-ове женске лабораторије у новембру 1876. Институт је обезбедио малу зграду која је била планирана за гимназију, као локацију за лабораторију. Ричардс је постала неплаћени асистент инструктор 1879. године у хемијској анализи, индустријској хемији, минералогији и примењеној биологији код професора Џона М. Ордвеја. Удружење за женско образовање пристало је да прикупи новац за куповину опреме за лабораторију.
Нова зграда, коју је институт подигао 1883. године, резервисала је простор за све студенте лабораторије, жене и мушкарце. Оригинална женска лабораторија је затворена, а зграда срушена.
1884. Ричардс је именована за инструктора санитарне хемије на самом Технолошком институту, радно место које је заузимала до смрти. Поред својих факултетских обавеза и инструктивног рада, била је и „без титуле“ декан за жене.

### Амерички инструктор дописне школе
У јануару 1876. Ричардс је започела дуго дружење са првом америчком дописном школом, Друштвом за подстицање студија код куће, као инструктор, и развила свој научни одељак.
1886. основано је ново одељење, Санитарна наука, које је промовисала Ричардс. То је било у време када су погодности домаћинстава у којима су се користили вода, гас или струја постајале све чешће, али домаћице су ретко познавале опасности или потешкоће повезане са коришћењем ових нових уређаја. Видела је да је потребна инструкција и Друштво је почело да пружа информације о томе како организовати кућу на заиста научним принципима.

### Америчка асоцијација универзитетских жена
Ричардс и Марион Талбот (класа на Универзитету у Бостону из 1880) постале су „мајке-оснивачи“ онога што је требало да постане Америчко удружење универзитетских жена када су позвале петнаест колегиница на састанак у кући Талботове у Бостону, 28. новембра 1881. Група је предвиђала организацију у којој ће се дипломци заједно окупљати како би отворили врата високог образовања другим женама и пронашли шире могућности за своје образовање.

### Учитељска школа науке
Лукреција Крокер, заједно са женским клубовима и другом помоћи у области Бостон, створила је "Учитељску школу науке" у Бак Беју, у Новом музеју бостонског друштва. Уз Ричардс, Крокер је креирала курс минералогије за наставнике. Научници из Бостонске области нудили су своје наставне услуге за школу, омогућавајући наставницима да лако похађају такве курсеве.

### Ново-енглеска кухиња Бостона
1. јануара 1890. године Ричардс је сарађивала са Мери Хинман Абел (1850—1938) у оснивању Ново-енглеске кухиње Бостона. Користећи волонтере у скромним околностима, експериментисали су са начинима како да припреме најјефтинију, најукуснију и најхранљивију храну.

### Рамфорд кухиња
1893. године, када је Ричардс била на челу Рамфорд кухиње на Светском сајму у Чикагу, прихватила је додатни рад и одговорност да приреди изложбу радова Студије код куће.
Први комерцијално доступни „модерни“ кухињски ормарићи почели су се појављивати око 1800. године, а били су проналазак Американца по имену Сир Бенџамин Томпсон, гроф фон Рамфорд.

### Програм ручка америчке јавне школе
Први, главни програм покренут је у неким бостонским средњим школама 1894. године како би се деци која је иначе не би могла набавити обезбедила хранљива исхрана по ниским ценама. Захваљујући Елен Ричардс и Едварду Аткинсону, Ново-енглеска кухиња је покренула Програм као "приватно предузеће", који се много пута исплатио. Ручкови никада нису постали ефикасни инструменти за подучавање Нове исхране коју су оснивачи предвидели. Али, пошто је програм обезбедио хранљиве оброке које деца иначе не би имала, то је постало главно оправдање за сличне програме за ручак у другим градовима."
1946, председник Харри С. Труман потписао је закон о Националном програму за ручак у школама како би квалификованим ученицима кроз субвенције школама обезбедио јефтине или бесплатне оброке за школски ручак. Програм је успостављен као начин да се подстакну цене хране тако што ће се апсорбовати вишкови на фармама, уз истовремено обезбеђивање хране школској деци. Име је добио по Ричарду Раселу, млађем.

### КонференцијаЛејк Плесид
Почетком септембра 1899. повереници Лејк Плесид Клуба (Морнингсајд, Њујорк) сматрали су да је право време да окупе оне који су највише заинтересовани за економију домаћинстава и послали су бројне позивнице за конференцију која је требало да се одржи 19–25. септембра 1899. Мелвил Дјуи, један од повереника клуба, лично је позвао Ричардсову да присуствује. Предавала је животне стандарде и изабрана је за председника конференције.

### Америчко удружење за кућну економију
Године 1908. Ричардс је изабрана за првог председника новооснованог америчког удружења за кућну економију, које је 1994. преименовано у Америчко удружење породичне и потрошачке науке. Основала је и финансирала часопис Удружења, Часопис за домаћу економију, који је почео да се објављује 1909. Преименован је у Часопис за породичне и потрошачке науке 1994. године, када је Удружење променило име.
Њене књиге и списи на ову тему укључују Храна и њено кварење (1886); Очување санитарном заштитом; Хемија кувања и чишћења; Трошкови живота (1899); Ваздух, вода и храна (1900); Трошкови хране; Трошкови склоништа; Уметност исправног живљења; Трошкови чистоће; Санитација у свакодневном животу (1907); и Еутеника, наука о контролисаној средини (1910). Неки од њих имали су неколико издања.

## Смрт
Ричардс је умрла 30. марта 1911. у својој кући на Јамајка Плејну, Масачусетс, од ангине. Сахрањена је на породичном гробљу у Гардинеру, Мејн.

## Збирке рукописа
Рукописи Ричардсове се налазе у разним збиркама широм Сједињених Држава и шире. Њени рукописи се могу наћи у збиркама везаним за организације са којима је била повезана.

## Одабрана дела
- Richards, Ellen (1898) [1885]. Food materials and their adulterations. Boston: Estes and Lauriat, (1885); Home Science Publishing Co. (iv, 183).
- Richards, Ellen (1899). Plain words about food: the Rumford kitchen leaflets 1899. Boston: Home Science Publishing Co. (176, [10] leaves of plates).
- Richards, Ellen (1904). First lessons in food and diet. (1st изд.). Boston: Whitcomb & Barrows.
- Richards, Ellen (1905). The Cost of Shelter. (1st изд.). New York: John Wiley & Sons; [etc.] ISBN 1414230125.
- Richards, Ellen (1906?). Meat and drink. Boston: Health-Education League.
- Richards, Ellen (c.1908). The Efficient worker. Boston: Health-Education League.
- Richards, Ellen (c.1908). Health in labor camps. Boston: Health-Education League.
- Richards, Ellen (1908 or 1909). Tonics and stimulants. Boston: Health-Education League.
- Richards, Ellen (1909) [1900]. Air, water, and food: from a sanitary standpoint. (3rd изд.). New York: John Wiley & Sons, etc. with Alpheus G. Woodman.
- Richards, Ellen (1912) [1910]. Euthenics: The Science of Controllable Environment : A Plea for Better Conditions As a First Step Toward Higher Human Efficiency. (2nd изд.). Boston: Whitcomb & Barrows. ISBN 0405098278.
- Sumida, Kazuko, ed. (2007) Collected Works of Ellen H. Swallow Richards. (5 vols.) Tokyo: Edition Synapse.  978-4-86166-048-1